# Casalduni
Casalduni är en ort och kommun i provinsen Benevento i regionen Kampanien i Italien. Kommunen hade 1 317 invånare (2017).